# Joss Baselli
Pour les articles homonymes, voir Baselli.
Giuseppe Basile dit Joss Baselli, né le 19 septembre 1926 à Somain, en région Hauts-de-France, et mort le 5 septembre 1982 à Mâcon en Saône-et-Loire, est un accordéoniste et éditeur français.
Qualifié de « virtuose élégant de l’accordéon », il est connu pour avoir accompagné de nombreux chanteurs et notamment Patachou et Barbara.
Il fait partie avec Roland Zaninetti, Aimable, André Lips, Jean Cardon et Maurice Larcange, de la génération d'accordéonistes nés pendant l'entre-deux-guerres, originaires du Nord de la France.

## Biographie
Joss Baselli est le fils de Giustino Basile, cabaretier et de Maria Giuseppa Tuccella,. Ses parents tiennent un café à Somain. Dès l'âge de 6 ans il étudie le solfège et s'initie à la clarinette l'année suivante. Pour ses 8 ans, son père lui offre son premier accordéon et il commence à jouer dans la salle du café familial. Dans les années précédant la guerre il participe à de nombreux concours musicaux dans le Nord et le Pas-de-Calais. La guerre éclate et pour fuir le service du travail obligatoire il se cache. L'armistice signé, il devient semi-professionnel et anime les bals de sa région. À son jeu, il ajoute celui du bandonéon. Il prend le nom de Joss Baselli pour se distinguer de son frère également musicien. En 1947, il rencontre lors de ses prestations dans les bals l'accordéoniste Gus Viseur dont il épouse la fille, Josette. Il est le père du batteur Pascal Baselli. Joss Baselli meurt le 5 septembre 1982 à Mâcon lors d'un bal, des suites d'une crise cardiaque.

## Carrière
Baselli monte à Paris en 1950 où il joue au Dancing Mimi Pinson. Dans les années 1950, Joss Baselli, qualifié de virtuose élégant de l’accordéon est l'une des grandes vedettes des disques Philips
Il effectue la saison d'été à Pau où il croise Patachou et il devient son accompagnateur pour sa future tournée en France et aux États-Unis. Il accompagne alors Patachou sur scène dans les grandes salles des États-Unis et du Canada. Profitant de son passage aux États-Unis, il enregistre des disques sous le nom de Jo Basile et sort plus d'une trentaine d'albums qui sont vendus à plus de 4 millions d'exemplaires. Il dirigera en 1964 durant quatre mois les Folies bergères de New York.
La même année, il rentre en France où il fonde avec Marcel Azzola, Joë Rossi et André Astier, l'Académie de l'accordéon. Il consacre une grande partie de son temps à cette académie et à la formation de futurs talents de l'accordéon. Toujours en 1964, il accompagne Barbara. Par son jeu discret il donne aux musiques de Barbara une ambiance. Bien des années plus tard Barbara expliquera que le jeu de Joss Baselli lui a énormément apporté. Elle lui en sera toujours reconnaissante. Pour le remplacer sur scène avec Barbara il lui envoie un de ses jeunes élèves, Roland Romanelli. Il écrit en 1966, la musique de la chanson "Free again" ("Non, c'est rien") interprétée par Barbra Streisand en français et en anglais et par Mireille Mathieu. En octobre 1967 il fait ses premières gammes avec Barbara sur la scène de Göttingen et quelques mois plus tard, fin 1967 il retourne aux États-Unis pour accompagner Patachou. 
En 1968 il compose la musique du film L'astragale d'après le roman d'Albertine Sarrazin. Il écrivit la musique de la série télévisée Schulmeister, l'espion de l'empereur en 1971. Il est aussi l'auteur du générique du dessin animé Le Manège enchanté.
Dans les années 1970, il donne ses lettres de noblesse à l'accordéon électronique ainsi que l'Electronium (en) de la marque Hohner, d'abord avec sons analogiques, puis numériques.
Il lance une émission télévisée en 1972 : Le monde de l'accordéon. Il crée aussi l'émission Les princes de l'accordéon pour promouvoir des jeunes talents issus de l'académie de l'accordéon. Avec André Astier il écrit une méthode d'accordéon en 1976. Il fonde sa maison d'édition musicale : Editions Opaline Music.
Il compose des musiques de chansons pour Nana Mouskouri (Qu'il fait beau quel soleil), pour Marie Laforêt (Viens), Lucienne Delyle (La casquette à Jojo), Tino Rossi (Un jour deux enfants), Dario Moreno (Que tu veuilles ou non).
Il mène en parallèle une carrière d'accordéoniste de jazz et enregistre des disques dans lesquels il mélange jazz et répertoire classique secondés par des musiciens de jazz, tels que Michel Gaudry (contrebasse), Armand Cavallaro ou Yves Legrand (batterie, Pierre Cullaz (guitare) et des arrangements de Mickey Nicolas pour le 33 tours Pop Quartet au Disques Barclay.
Joss Baselli accompagne également Jean-Roger Caussimon, Serge Lama, Yves Montand, Régine, Léo Ferré, Henri Tachan, Michel Legrand, Franck Pourcel, Bourvil, Serge Reggiani, Colette Renard et Renaud ainsi que Jacques Brel en studio avec le bandonéon de la chanson Knokke-Le-Zoute Tango et pour la télévision à l'accordéon sur la chanson L'éclusier.

## Discographie
Liste partielle de sa discographie.
- Joss Baselli joue Charles Trénet
- La danse du LEM
- Rock around the clock - 1956
- 30 succès de l’accordéon Souvenirs musette
- Reine de musette - 1973
- Allez la France, allez - 1977

## Prix
- Grand Prix de l'Académie Charles-Cros en 1957.
- Seconde place à la Rose d'or d'Antibes.
- Oscar de l'Americain Accordeonists Association

### Radio
- Émission de Tropic FM sur Joss Baselli